# Fantastická zvířata
Fantastická zvířata je filmová série režírovaná Davidem Yatesem a spin-off prequel k románové a filmové sérii Harry Potter. Sérii distribuuje Warner Bros. a od roku 2022 se skládá ze tří fantasy filmů:
1. Fantastická zvířata a kde je najít (2016)
2. Fantastická zvířata: Grindelwaldovy zločiny (2018)
3. Fantastická zvířata: Brumbálova tajemství (2022)

Po sérii filmů o Harrym Potterovi z let 2001–2011 jsou Fantastická zvířata druhou filmovou sérií v mediální franšíze fikčního světa Wizarding World.
Sérii produkoval především David Heyman a hlavní postavu v ní hraje Eddie Redmayne (Mlok Scamander), Jude Law (Albus Brumbál) a Colin Farrell, Johnny Depp a Mads Mikkelsen (ve třetím filmu nahrazuje Deppa) ztvárňují hlavní zápornou postavu Gellerta Grindelwalda . Dálšími interprety jsou Ezra Miller, Katherine Waterstonová, Alison Sudolová, Dan Fogler, Victoria Yeatesová, Jessica Williamsová, Callum Turner a Richard Coyle. Rowlingová napsala scénáře ke každému filmu, Steve Kloves (autor většiny scénářů série filmů o Harrym Potterovi) se podílel na scénáři třetího filmu. Výroba probíhala přes šest let, přičemž hlavní dějová linie sleduje snahu Brumbála a jeho agentů překonat Grindelwalda, jeho ztracenou lásku, jak se blíží první kouzelnická válka a druhá světová válka.
Fantastická zvířata a kde je najít byla celosvětově uvedena v roce 2016, následovaly Grindelwaldovy zločiny v roce 2018 a Brumbálova tajemství v roce 2022. Série byla komerčně úspěšná a zatím se třemi filmy dohromady vydělala 1,8 miliardy dolarů. Zatímco první film získal pozitivní recenze, poslední dva filmy obdržely smíšené recenze, přičemž mnoho kritiků považovalo sérii za horší než filmy o Harrym Potterovi.

## Předloha

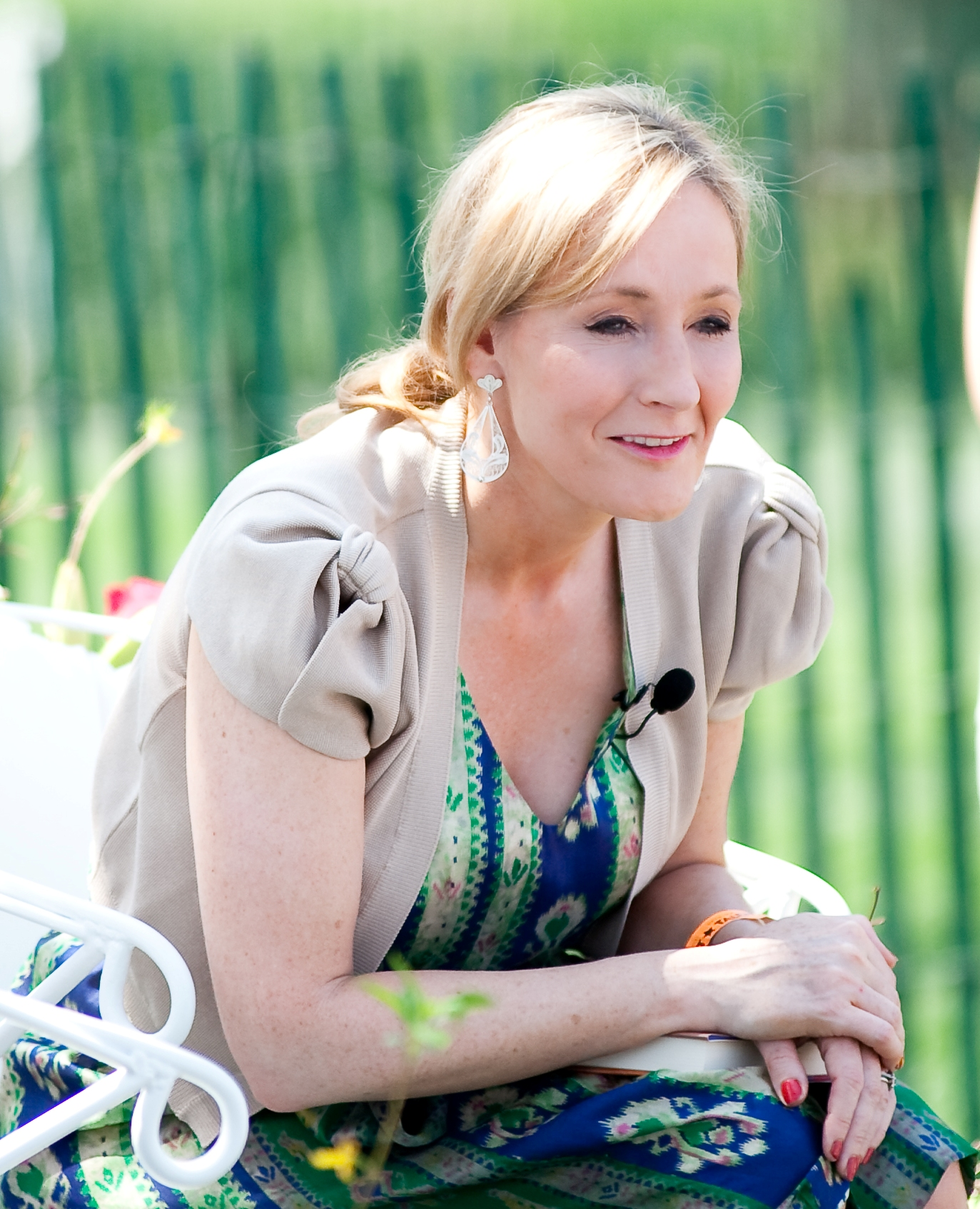
Autorka Harryho Pottera J. K. Rowlingová napsala a produkovala tři filmy Fantastických zvířat se Stevem Klovesem

Dne 12. září 2013, dva roky po uzavření série filmů o Harrym Potterovi, společnost Warner Bros. oznámila nový pokus o rozšíření fiktivního světa Harryho Pottera do „Kouzelnického světa“. S J. K. Rowlingová vyvíjí scénář pro prequelový film, nazvaný podle knihy Fantastická zvířata a kde je najít (kterou Rowlingová napsala v roce 2001, aby jejím prodejem získala peníze pro britskou charitativní organizaci Comic Relief), založené na stejnojmenné učebnici z její knižní série o Harrym Potterovi. Děj filmu se odehrává sedmdesát let před dobrodružstvím Harryho Pottera a sleduje dobrodružství fiktivního autora této učebnice Mloka Scamandera a bude znamenat jak scenáristický debut Rowlingové, tak první zamýšlený díl nové série s předběžným názvem Fantastická zvířata. Podle Rowlingové poté, co Warner Bros. navrhla adaptaci Fantastických zvířat nebo Famfrpálu v průběhu věků, napsala hrubý návrh scénáře za dvanáct dní. Řekla: „Nebyl to skvělý návrh, ale ukázal obrys, jak by to mohlo vypadat. Tak to všechno začalo.“ V březnu 2014 bylo oznámeno, že je naplánována trilogie s prvním dílem odehrávajícím se v New Yorku, s návratem producenta Davida Heymana a spisovatele Steva Klovese, dvou veteránů série filmů o Potterovi.

## Výroba
V červnu 2015 byl Eddie Redmayne obsazen do hlavní role Mloka Scamandera, předního magiozoologa kouzelnického světa. Mezi další herce patří: Katherine Waterstonová jako Tina Goldsteinová, Alison Sudolová jako Queenie Goldsteinová, Dan Fogler jako Jakub Kowalski, Ezra Miller jako Credence Holkost, Samantha Morton jako Mary Lou, Jenn Murray jako Chastity Barebonová, Faith Wood-Blagrove jako Modesty Barebonová a Colin Farrell jako Percival Graves. Natáčení začalo 17. srpna 2015 ve Warner Bros. Studios, Leavesden. Po dvou měsících se produkce přesunula do St George's Hall v Liverpoolu, který se změnil v New York City 20. let 20. století. Fantastická zvířata a kde je najít byla celosvětově uvedena 18. listopadu 2016.
Druhý film byl oznámen v březnu 2014. V říjnu 2016 vyšlo najevo, že Yates a Rowlingová se vrátí jako režisér, scenáristka a koproducentka a Redmayne se vrátí, aby hrál hlavní roli Mloka Scamandera ve všech filmech série. V listopadu 2016 bylo potvrzeno, že Johnny Depp bude mít hlavní roli v pokračování a zopakuje si svou cameo roli Gellerta Grindelwalda z prvního dílu a nahradí Farrella. V dubnu 2017 bylo potvrzeno, že Jude Law byl obsazen do role Brumbála, přičemž film je krátký a odehrává se v New Yorku, Británii a Paříži. Natáčení začalo 3. července 2017 ve Warner Bros. Studios, Leavesden a skončilo 20. prosince 2017, přičemž Fantastická zvířata: Grindelwaldovy zločiny byly uvedeny 16. listopadu 2018.
Původně se mělo třetí pokračování začít natáčet v červenci 2019 a s plánovaným vydáním v listopadu 2020, produkce však byla odsunuta na konec roku 2019, aby bylo více času na vyladění scénáře a přeplánování budoucnosti série Fantastická zvířata. V roce 2018 na Twitteru Rowlingová slíbila, že třetí film dá odpovědi na otázky, které zůstaly nevyřešené v prvních dvou. V říjnu 2019 Dan Fogler tvrdil, že hlavní natáčení třetího filmu začne v únoru 2020. V listopadu 2019 bylo oznámeno, že scénář napsali jak Rowlingová, tak Steve Kloves, který se vrátil poté, co chyběl jako spisovatel na prvních dvou. 16. března 2020, přesně v den, kdy začalo hlavní natáčení, přiměla pandemie COVID-19 společnost Warner Bros k odložení produkce tohoto filmu. Díky tomu byl film znovu odložen z 12. listopadu 2021 na 15. července 2022. Dne 20. srpna 2020 bylo potvrzeno zahájení natáčení v září. V září 2020 Eddie Redmayne potvrdil, že natáčení probíhá dva týdny s bezpečnostními opatřeními, aby byli herci a štáb v bezpečí před COVIDem. Dne 6. listopadu 2020 Johnny Depp informoval, že (v souvislosti s jeho obviněním z domácího násilí) ho Warner Bros požádalo, aby se vzdal role Grindelwalda, a on to přijal. Později, 25. listopadu 2020, společnost Warner Bros. oznámila, že Deppa v roli Grindelwalda nahradí Mads Mikkelsen. Dne 3. února 2021 bylo natáčení ve Spojeném království ukončeno poté, co byl člen produkce pozitivně testován na COVID-19. Skladatel James Newton Howard později ten měsíc potvrdil, že produkce ukončila natáčení. V září 2021 bylo vydání filmu posunuto o tři měsíce dopředu do 15. dubna 2022, spolu s oznámením celého názvu: Fantastická zvířata: Brumbálova tajemství. Premiéru měl o týden dříve v několika evropských a asijských zemích.
| Film                                        | Datum vydání     | Režie       | Scénář                          | Produkce                                                                |
| ------------------------------------------- | ---------------- | ----------- | ------------------------------- | ----------------------------------------------------------------------- |
| Fantastická zvířata a kde je najít          | 18 listopad 2016 | David Yates | J. K. Rowlingová                | David Heyman, J. K. Rowlingová, Steve Kloves & Lionel Wigram            |
| Fantastická zvířata: Grindelwaldovy zločiny | 16 listopad 2018 | David Yates | J. K. Rowlingová                | David Heyman, J. K. Rowlingová, Steve Kloves & Lionel Wigram            |
| Fantastická zvířata: Brumbálova tajemství   | 15 duben 2022    | David Yates | J. K. Rowlingová a Steve Kloves | David Heyman, J. K. Rowlingová, Steve Kloves, Lionel Wigram & Tim Lewis |